# Topas
En topas er et siliciummineral lavet af aluminium og fluor.